# Comunidad de comunas de Salies-de-Béarn
La Comunidad de comunas de Salies-de-Béarn (Communauté de communes de Salies-de-Béarn, en francés), es una estructura intercomunal francesa situada en el departamento francés de Pirineos Atlánticos de la región de Aquitania.

## Historia
Fue creada el 1 de enero de 1995 como Distrito del Cantón de Salies-de-Béarn (District du canton de Salies-de-Béarn, en francés) con la unión de once de las doce comunas del antiguo cantón de Salies-de-Béarn.
El 13 de enero de 2001 pasó a denominarse Comunidad de comunas del Cantón de Salies-de-Béarn (Communauté de comunes de Salies-de-Béarn, en francés).
En 2007 pasó a su denominación actual.
Sus comunas actualmente forman parte del nuevo cantón de Orthez y Tierras de Ríos y Sal.

## Nombre
Debe su nombre a que las once comunas son parte del antiguo cantón que le dio nombre.

## Composición
La Comunidad de comunas reagrupa 11 comunas:
| Comuna                 | Código INSEE | Cantón                         | Población (2012) | Superficie (km²) | Densidad (hab./km²) |
| ---------------------- | ------------ | ------------------------------ | ---------------- | ---------------- | ------------------- |
| Auterrive              | 64082        | Orthez y Tierras de Ríos y Sal | 118              | 3.08             | 38                  |
| Bérenx                 | 64112        | Orthez y Tierras de Ríos y Sal | 457              | 13.59            | 34                  |
| Carresse-Cassaber      | 64168        | Orthez y Tierras de Ríos y Sal | 674              | 13.91            | 48                  |
| Castagnède             | 64170        | Orthez y Tierras de Ríos y Sal | 195              | 8.33             | 23                  |
| Escos                  | 64205        | Orthez y Tierras de Ríos y Sal | 253              | 5.61             | 45                  |
| Labastide-Villefranche | 64291        | Orthez y Tierras de Ríos y Sal | 342              | 15.27            | 22                  |
| Lahontan               | 64305        | Orthez y Tierras de Ríos y Sal | 478              | 14.64            | 33                  |
| Léren                  | 64334        | Orthez y Tierras de Ríos y Sal | 219              | 4.57             | 48                  |
| Saint-Dos              | 64474        | Orthez y Tierras de Ríos y Sal | 149              | 1.84             | 81                  |
| Saint-Pé-de-Léren      | 64494        | Orthez y Tierras de Ríos y Sal | 255              | 5.31             | 48                  |
| Salies-de-Béarn        | 64499        | Orthez y Tierras de Ríos y Sal | 4854             | 52.08            | 93                  |

## Competencias
La comunidad es un organismo público de cooperación intercomunal.
Sus recursos provienen del impuesto sobre los rendimientos del trabajo único, del sistema de contribuciones que se aplica a los residuos y asignaciones y subvenciones de diversos socios.
Sus competencias en general se centran en el desarrollo económico, medio ambiental, de empleo y los servicios comunitarios a los habitantes:
- Ordenación del Territorio
  - Plan de Coherencia Territorial (SCOT, en francés).
  - Plan Sectorial.
- Desarrollo y organización económica
  - Acción de desarrollo económico de las actividades industriales, comerciales o de empleo, (apoyo de las actividades agrícolas y forestales...).
  - Creación, organización, mantenimiento y gestión de zonas de actividades industriales, comerciales, terciario, artesanal o turístico.
- Desarrollo y organización social y cultural
  - Actividades culturales y socioculturales.
  - Actividades deportivas.
  - Construcción y/u organización, mantenimiento, gestión de equipamientos o establecimientos culturales, socioculturales, socioeducativos, deportivos…, etc.
  - Transporte escolar.
- Medio ambiente
  - Saneamiento no colectivo.
  - Recogida y tratamiento de los residuos urbanos y asimilados.
  - Protección y valorización del Medio Ambiente.
- Vivienda y hábitat
  - Programa local del hábitat.
- Servicio de vías públicas
  - Creación, organización y mantenimiento del servicio de vías públicas.
- Otros
  - Adquisición comunal de material.
  - Informática, Talleres vecinales.